# سوکال (واژه سومری)
سوکال (به شکل سنتی ترجمه‌شده از سومری به عنوان «وزیر») اصطلاحی بود که می‌توانست هم گونه‌ای از صاحب‌منصب و هم طبقه‌ای از خدایان را در خاور نزدیک باستان نشان دهد.

## منصب سوکال
واژه سوکال (اکدی: sukkallu) ریشه سومری دارد و در ابتدا به طبقه‌ای از مقام‌های انسانی اشاره می‌کرد که مسوول اجرای دستورهای پادشاه بودند. ترجمه‌های موجود در ادبیات عبارتند از: «وزیر»، «منشی» و «صدراعظم». تونیا شارلاخ یادآوری می‌کند که «وزیر» را ترجمه استاندارد امروزی در نظر می‌گیرند.

## سوکال در جایگاه گونه‌ای از خداییان
در دین‌های بین‌النهرین برخی از خداییان سوکال نامیده می‌شدند و کارکرد همتای الهیِ مقام‌های انسانی را بر عهده داشتند.